# サイド・キック
『サイド・キック』は、稲見一良が発表した短編小説である。2012年に漫画化されている。

## 概説
『セント・メリーのリボン』の主人公である猟犬探偵・竜門卓の、同作から一年後の姿を描く。

## 単行本
猟犬探偵・竜門卓を主人公とする短編小説を集めた『猟犬探偵』に所収された。
- 『猟犬探偵』新潮社、1994年5月。ISBN 4-10-392903-0。
- 『猟犬探偵』新潮社〈新潮文庫〉、1997年7月。ISBN 4-10-121814-5。[2]
- 『猟犬探偵』光文社〈光文社文庫〉、2006年9月。ISBN 4-334-74125-8。[3]

## 関連書誌
- 長谷部史親「稲見一良さんと『猟犬探偵』」『波』第28巻第5号、新潮社、1994年5月、24-26頁、doi:10.11501/3362652、全国書誌番号:00017881。

## 漫画
『サイド・キック 猟犬探偵』の題名で、2012年に谷口ジローの作画により漫画化された。

### 概説
谷口ジローは、前作『セント・メリーのリボン 猟犬探偵』を描き終えた際、主人公の竜門卓の姿を描ききれなかった後悔が残ったという。そこで、続編の一つ『サイド・キック』を漫画化することにした。

### 初出
集英社の『グランドジャンプ』の増刊である『グランドジャンプPREMIUM』で連載された。
- 第1話 - 第2巻（2012年2月29日増刊号（グランドジャンプPREMIUM 2号））
- 第2話 - 第2巻（2012年3月30日増刊号（グランドジャンプPREMIUM 3号））[5]
- 第3話 - 第2巻（2012年4月30日増刊号（グランドジャンプPREMIUM 4号））
- 第4話 - 第2巻（2012年6月30日増刊号（グランドジャンプPREMIUM 6号））
- 第5話 - 第2巻（2012年8月30日増刊号（グランドジャンプPREMIUM 8号））
- 第6話 - 第2巻（2012年9月30日増刊号（グランドジャンプPREMIUM 9号））[6]
- 第7話 - 第2巻（2012年10月30日増刊号（グランドジャンプPREMIUM 10号））
- 第8話 - 第2巻（2012年11月30日増刊号（グランドジャンプPREMIUM 11号））[7]

### 単行本
『サイド・キック 猟犬探偵』の連載決定と同時期に単行本化された前作『セント・メリーのリボン 猟犬探偵』の書名は『猟犬探偵』第1巻となり、本作が単行本化された際には同第2巻となった。フランス語、スペイン語、朝鮮語及びドイツ語に翻訳された。
日本語
- 『猟犬探偵』 2巻、集英社〈グランドジャンプ愛蔵版〉、2012年12月。ISBN 978-4-08-782475-9。
- 『猟犬探偵』（完全版）山と溪谷社〈ヤマケイ文庫〉、2021年12月。ISBN 978-4-635-04932-0。

フランス語
- Les Enquêtes du limier. Sakka Seinen. Vol. 2. Editions Casterman. 2013年6月26日. ISBN 978-2-203-06310-5。

スペイン語
- El sabueso. Vol. 2. Ponent Mon. 2014年. ISBN 978-1-908007-63-6。

朝鮮語
- 『사냥개탐정』 2巻、애니북스、2015年7月15日。ISBN 978-89-5919-728-6。

ドイツ語
- Jäger. Vol. 2. Schreiber & Leser. 2019年. ISBN 978-3-946337-80-5。

## 脚註

### 註釈
1. ↑  山と溪谷社のヤマケイ文庫は、山岳書籍の名著を後世に残す「使命」を掲げた叢書で、編集者の佐々木惣は『K』の「復刊」を提案した[10]。2021年7月に刊行すると好評で、佐々木惣は谷口ジロー作品「復刊」の第2弾として本作に白羽の矢を立てたという[10]。「復刊」にあたり、集英社版では分冊されていた前作『セント・メリーのリボン 猟犬探偵』と本作とを1冊に合本した[11]。